# Mák setý

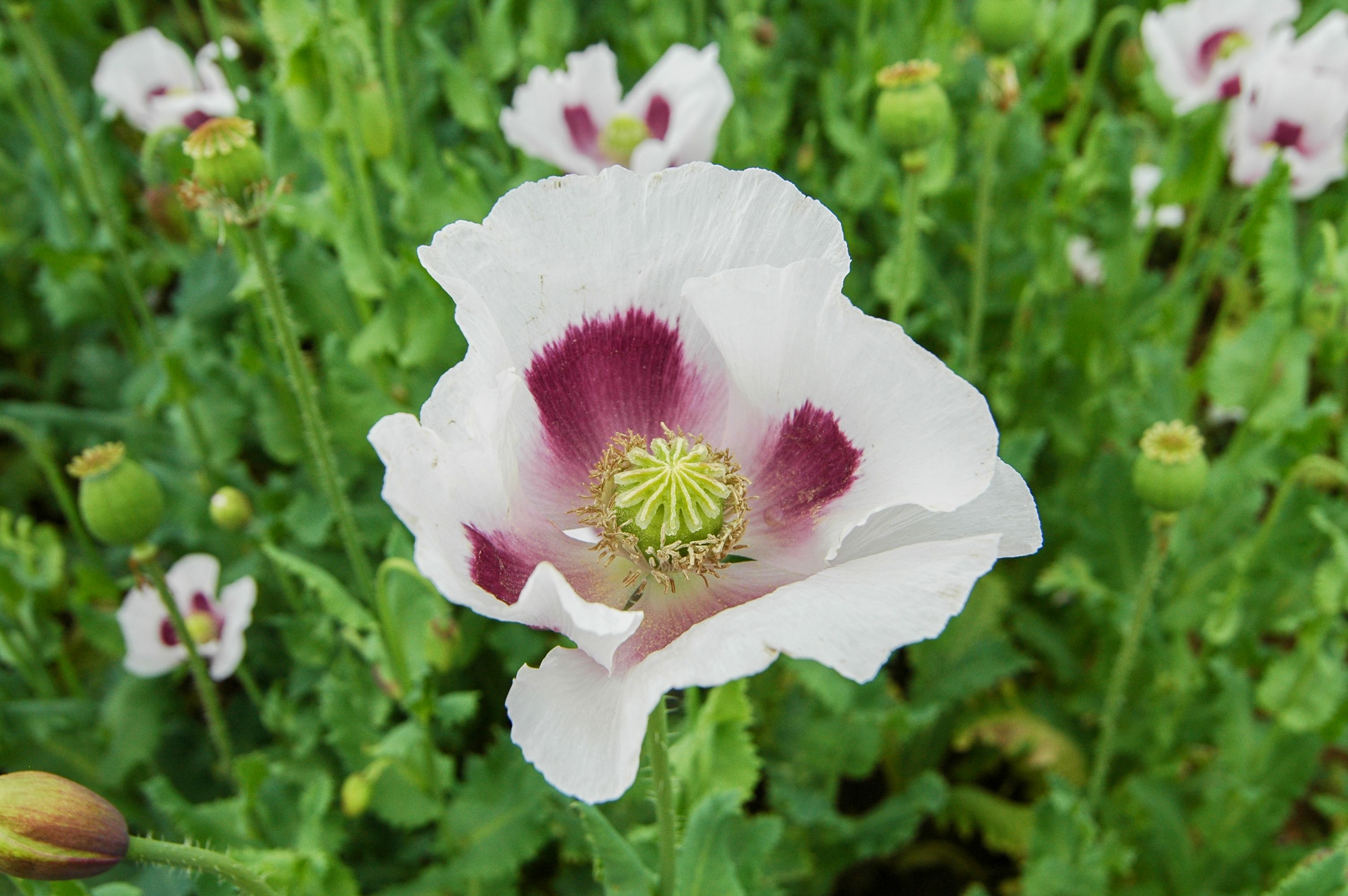
Český modrý mák (potravinářský) - detail květu

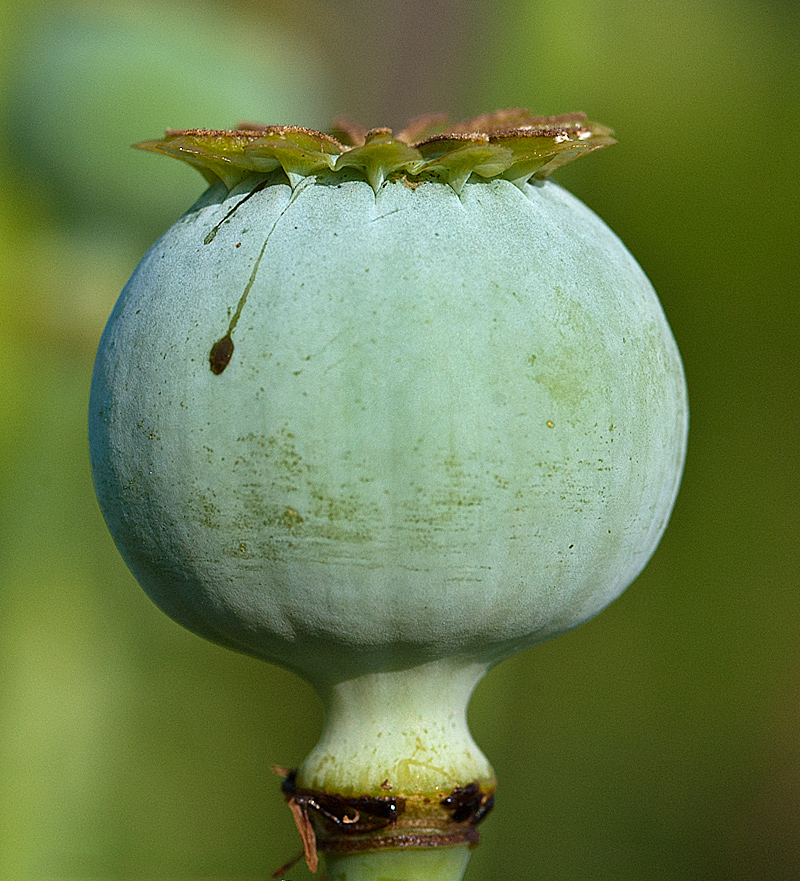
Nezralá makovice

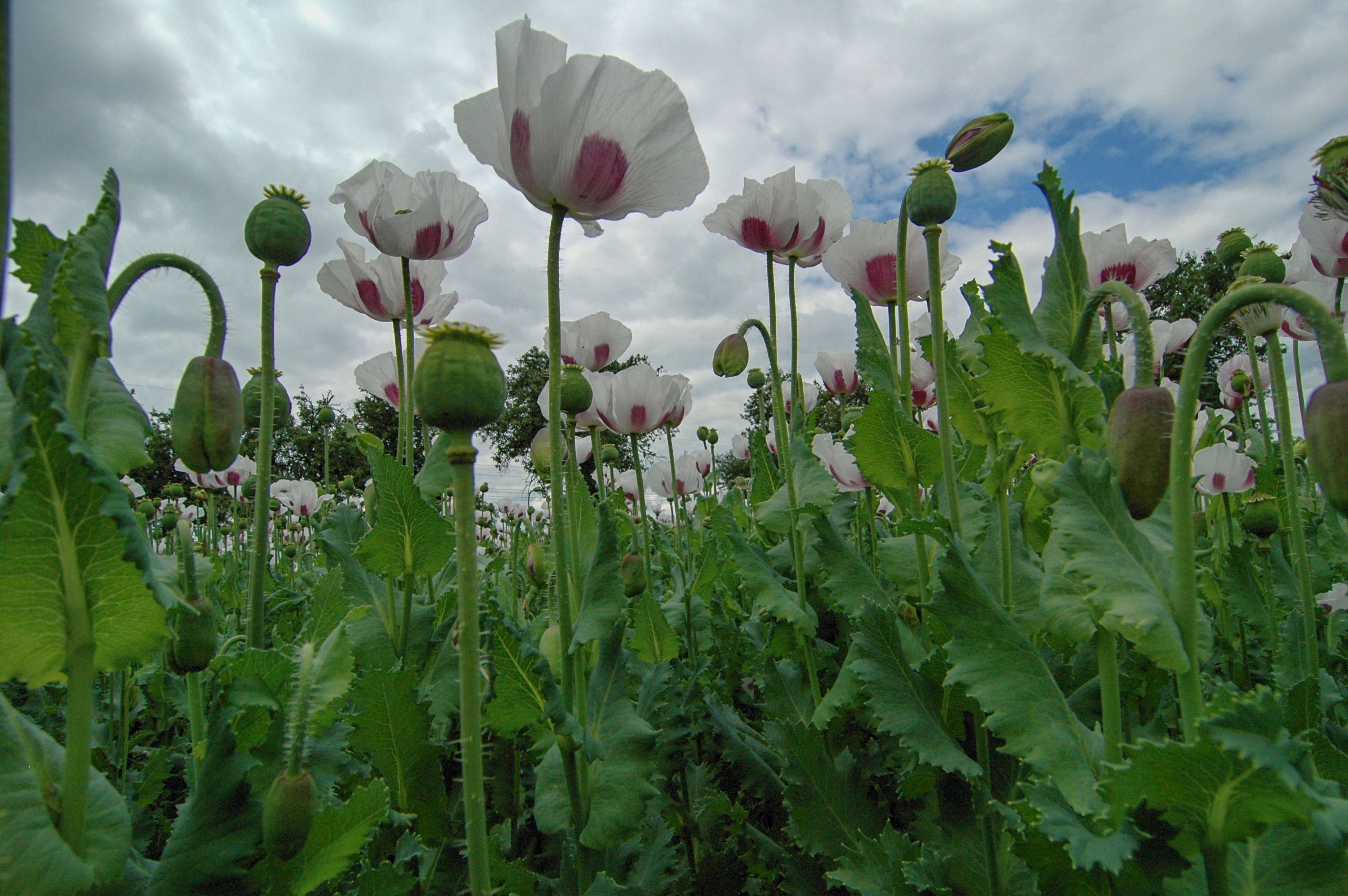
Český modrý mák, bíle kvetoucí odrůda

Mák setý (Papaver somniferum) je rostlina z čeledi makovitých (Papaveraceae), v České republice běžně pěstovaná jako zdroj potravinářského máku. Obsahuje různé alkaloidy a bílé mléko z nezralých makovic je významný zdroj opia, proto je v některých státech jeho pěstování zakázáno. Česká republika je ve světovém měřítku nejvýznamnější legální pěstitelskou zemí.

## Synonyma
- Papaver officinale

## Popis
Jednoletá rostlina 30–150 cm vysoká, lysá a namodralá, silně mléčicí. Listy jsou přisedlé, podlouhle vejčité a pilovitě zubaté. Květní stopky jsou dlouhé, často odstále chlupaté, květy až 10 cm v průměru. Kalich je lysý, dva páry korunních plátků bílé, růžové, červené nebo fialové barvy s černohnědou skvrnou na basi se silně překrývají a snadno opadávají. Okraje lístků vlnité až zubatě stříhané. Blizna má osm až dvanáct laloků, semeník kulovitý. Zralá makovice je světle šedá, téměř kulovitá, 3–8 cm v průměru, s víčkem. Semena drobná, bílá, namodralá nebo černá, silně olejnatá. Kvete v červnu až srpnu, pěstuje se v mnoha odrůdách a často zplaňuje.

## Historie
Mák je využíván již několik tisíc let. Prvně se nejspíše pěstoval již v 6. tisíciletí př. n. l. v oblasti Středomoří a o tisíc let později v Mezopotámii sloužil jako zdroj opia. Některé civilizace jako např. Egypťané využívaly opia jako sedativa.
V 9. století se dostal z oblasti Persie na území dnešní Číny, kde se později, přibližně v 18. století, stalo opium významnou silou ovlivňující společnost.

## V Česku
Na území dnešní České republiky se mák ve velkém jako olejnina začal pěstovat počátkem 19. stol. po katastrofálních škodách na olivových plantážích v jižní Francii. V roce 1896 se mák pěstoval na ploše 1 772 ha, s průměrným výnosem 0,71 t/ha, nejvíce ve středních Čechách okolo Prahy a v okolí Tábora a Čáslavi. Do roku 1946 vzrostla plocha, na které se mák pěstoval, na 31 000 ha a od té doby postupně klesala na méně než 8 000 v roce 1989. Poté začala prudce vzrůstat k 30 000 ha v roce 1994. Další prudký skok následoval po roce 2004 (hektarový výnos 0,9 t/ha) a v roce 2007 bylo mákem oseto téměř 60 000 ha (0,58 t/ha). V posledních letech se v ČR plochy ustálily kolem 35 000 ha.
Pěstování máku postupně nahradilo plodiny regulované EU jako je např. cukrovka. V pozdějších letech ale došlo k poklesu oseté plochy.
Mezi odrůdy vyšlechtěné na českém území patří Azur (pěstován během let 1928–73), Hanácký modrý (1934–80), Modran (1969) a Amarin (1975). V poslední době se podařilo vyšlechtit celou řadu zajímavých, především bělosemenných odrůd pod názvy Sokol, Racek, Orel, ale i odrůdu s okrovou barvou semene Redy.
Z odrůd modrosemenného máku jsou povolené české odrůdy k pěstování Orfeus (2009), Orbis (2012), Aplaus (2014), Opex (2015), Onyx (2016) a Emanuel (2024). Z ozimých odrůd Olaf, Pingu a Sven (2023). Ze slovenského šlechtění vznikly odrůdy Gerlach (1990), Opal (1995), Bergam (1998), Maratón (2000), Malsar, Major (2002), MS Harlekýn (2018), MS Diamant, MS Topas, MS Zafir a Azurit (2021). V České republice se ještě pěstují ozimé modrosemenné máky původem z Rakouska Titan, Oz, dříve i Zeno Plus.
Podle zákona 167/1998 Sb. o návykových látkách je zakázáno z máku získávat opium (§ 15) a pěstování máku na výměře větší než 100 m2 podléhá ohlašovací povinnosti (§ 29).
| Produkce makového semene v tunách za rok 2008 Zdroj: FAOSTAT (FAO) |       |       |
| Česko                                                              | 49248 | 62 %  |
| Turecko                                                            | 10384 | 13 %  |
| Francie                                                            | 5000  | 6 %   |
| Maďarsko                                                           | 3300  | 4 %   |
| Německo                                                            | 2800  | 4 %   |
| Rumunsko                                                           | 1600  | 2 %   |
| Rakousko                                                           | 1567  | 2 %   |
| Slovensko                                                          | 1215  | 2 %   |
| Zbývající státy                                                    | 1536  | 5 %   |
| Svět celkem                                                        | 83435 | 100 % |
| Vlivem zaokrouhlování přesahuje součet podílů 100 %                |       |       |

### Využití

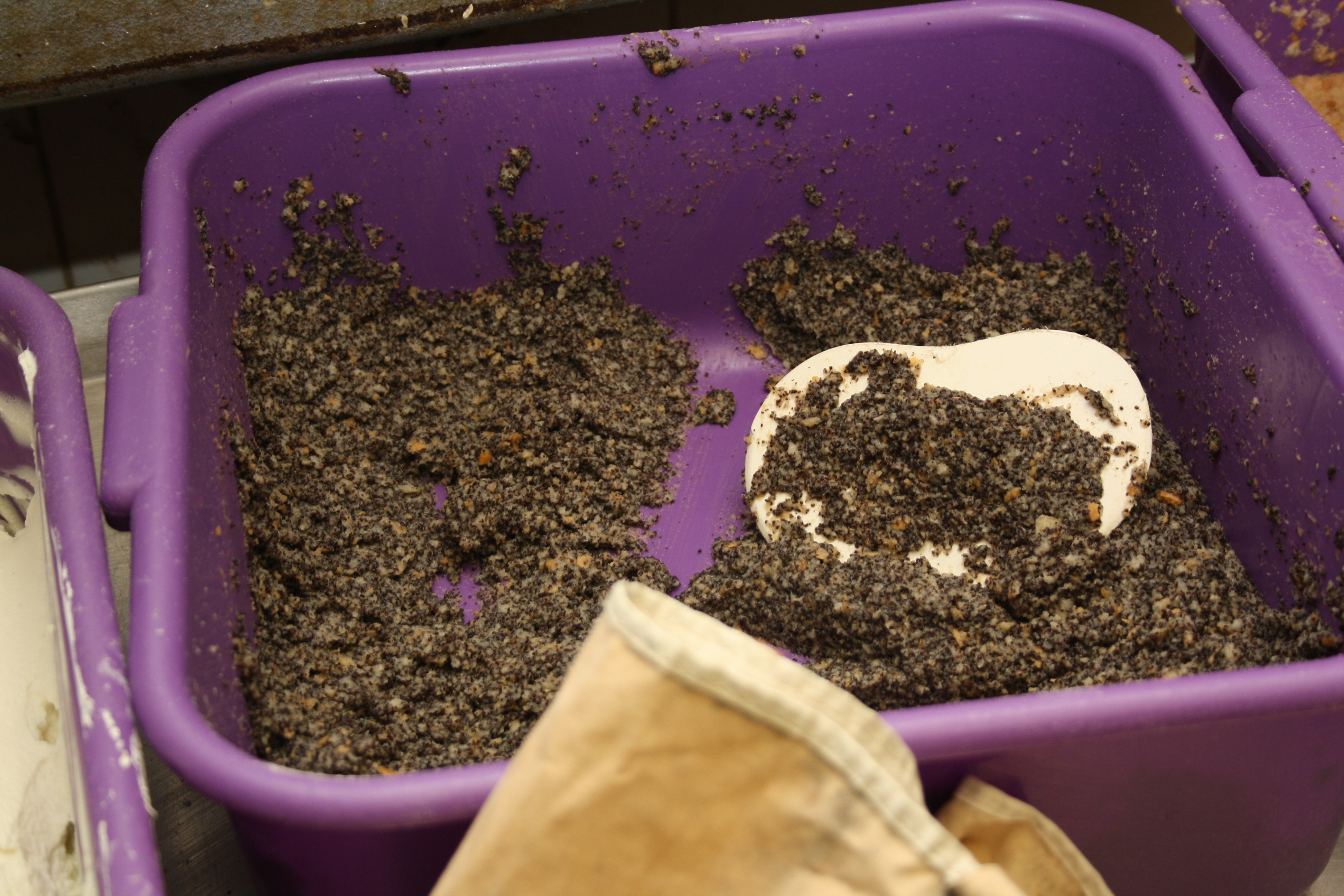
Maková náplň do pečiva

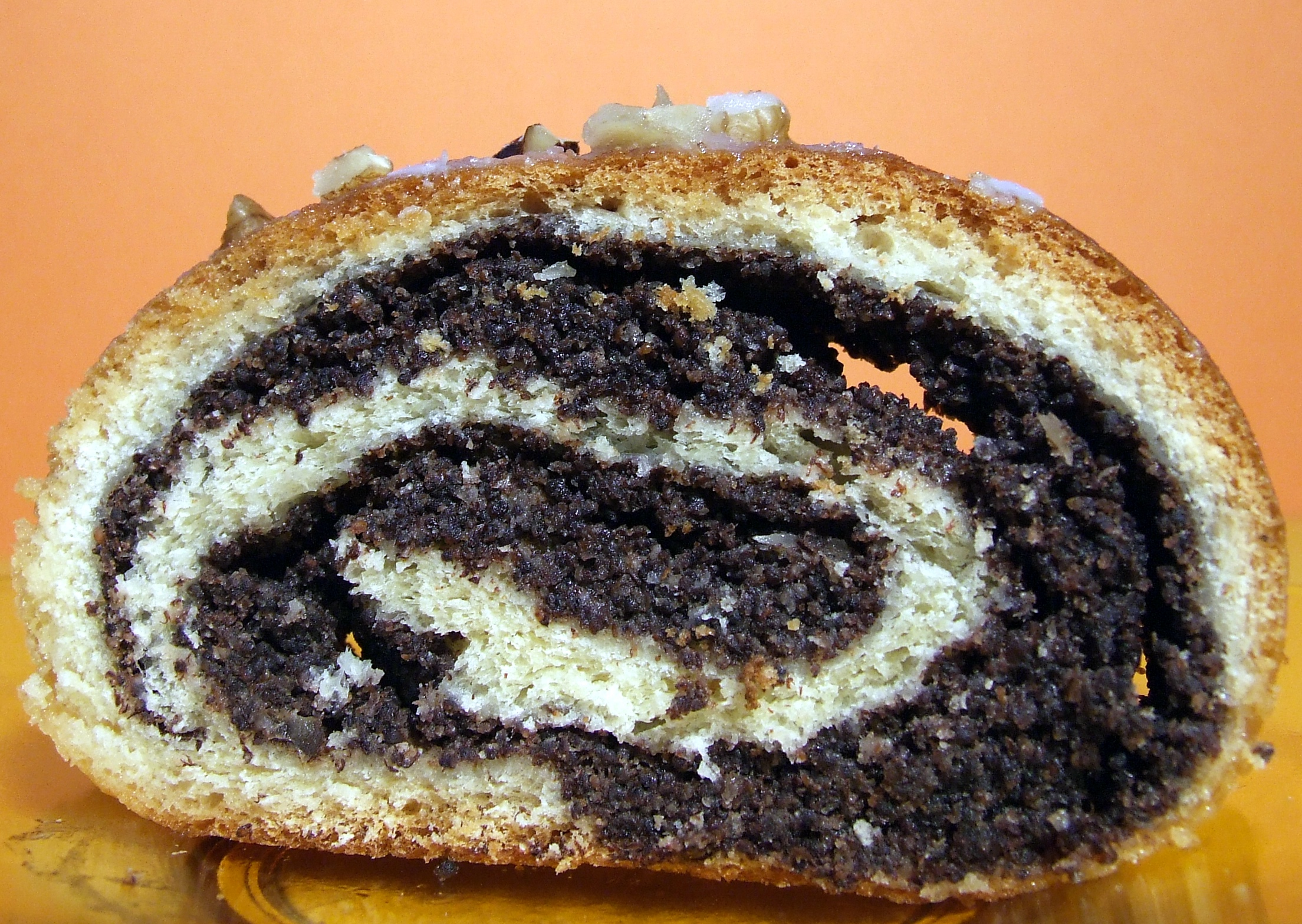
Makový závin

Všechna produkce je v České republice určena pro potravinářství, makovina (makovice) se v ČR nevykupuje. V zahraničí však je mák (technické odrůdy) pěstován, zejména v západní Evropě, výhradně pro farmacii. Mák se u slovanských národů, ale i v Rakousku, Německu, široce používá především při přípravě makového pečiva. Přes 4/5 české produkce je exportována, především do slovanských zemí a Rakouska, kde je mák tradiční pochoutkou. V západních zemích jsou makové produkty často pokládány za nevhodné, protože je částečně mylně předpokládáno, že obsahují návykové látky.
V potravinářském máku, který je pěstován v České republice, je však morfinu a kodeinu velmi málo. Vyhláška č. 399/2013 Sb., resp. Nařízení Komise EU 2021/2142 připouští limit 20 mg morfinanových alkaloidů na 1 kg makového semene. V pekařských výrobcích platí limit 1,50 mg/kg. Ovšem maximální limit se vztahuje na sumu morfinu a kodeinu, přičemž na limit kodeinu se použije faktor 0,2 (započte se 20 % jeho obsahu). Maximální limit se proto vztahuje na sumu morfinu + 0,2 kodeinu.
Česká cechovní norma Modrý mák je ještě přísnější – stanovuje obsah morfinanových alkaloidů na semeni do 20 mg/kg, ale jedná se o obsah 3 alkaloidů - morfin + kodein + thebain. Pro představu jak malý obsah alkaloidů české odrůdy mají – 20 mg máku je pouze hmotnost cca 40 makových semen a přitom kilogram máku obsahuje cca 2 milióny semen.
A když uvážíme, že monitoring provedený v roce 2013 Státní zemědělskou a potravinářskou inspekcí (SZPI) byl obsah alkaloidů (morfin, kodein, thebain, papaverin, noskapin) ve 12 vzorcích semen potravinářského máku odebraných u českých producentů 7,44 mg/kg a u stejného počtu vzorků z tržní sítě 36,71 mg/kg, pak obsahy morfinanových alkaloidů na povrchu semene českých odrůd jsou ještě nižší než dovoluje výše zmíněná Vyhláška č. 399/2013.
Vzhledem k výskytu morfinu a dalších opiových alkaloidů v máku řešil Evropský úřad pro bezpečnost potravin (EFSA) otázku bezpečné dávky těchto látek v potravinách obsahujících mák. Odborníci stanovili, že tzv. akutní denní referenční dávka morfinu obsaženého v máku činí 10 mikrogramů na kilogram tělesné hmotnosti.
Mák však také obsahuje velké množství vápníku, železa a zinku. Olej obsažený v makovém semeni obsahuje nejvíce kyseliny linolové ze všech běžně pěstovaných a pro potravu využívaných rostlin. Kyselina linolová (PUFA) patří do skupiny omega-6 esenciálních mastných kyselin.
Při sklizni máku je nutné klást důraz na zralost semene. Nedozrálé semeno máku může obsahovat více kodeinu, který má sedativní účinky.